# Enej Jelenič
Enej Jelenič, slovenski nogometaš, * 11. december 1992, Koper.
Člansko kariero je začel leta 2010 v klubu Koper v slovenski prvi ligi. Skupno je v prvi ligi odigral dvanajst prvenstvenih tekem in dosegel dva gola. Leta 2011 je prestopil v klub Genoa iz Serie A, kjer je odigral dve tekmi. Kmalu je prestopil k Padovi iz Serie B, med letoma 2014 in 2017 pa je igral za Livorno, prav tako v Serie B. 
Jelenič je debitiral v dresu članske reprezentance 23. marca 2016 na prijateljski tekmi v Kopru proti Makedoniji.